# The Egg and I
The Egg and I és una pel·lícula dels Estats Units de Chester Erskine estrenada el 1947.

## Argument[1]
Bob i Betty compren una granja per criar aviram. Però comproven que la casa està en ruïnes. Ajudats pel seu veí i els seus 13 fills converteixen la casa en habitable. Poc després, Betty s'equivoca amb les intencions de Bob amb Harriet Putman i torna amb la seva mare on dona a llum un nen. L'amor triomfarà.

## Repartiment
- Claudette Colbert: Betty MacDonald
- Fred MacMurray: Bob MacDonald
- Marjorie Main: Ma Kettle
- Louise Allbritton: Harriet Putnam
- Percy Kilbride: Pa Kettle
- Richard Long: Tom Kettle
- Billy House: Billy Reed
- Ida Moore: Emily
- Donald MacBride: Mr. Henty
- Samuel S. Hinds: Xèrif
- Esther Dale: Birdie Hicks
- Elisabeth Risdon: La mare de Betty
- John Berkes: Geoduck

## Al voltant de la pel·lícula
- La pel·lícula, gràcies al seu èxit, va donar lloc a tota una sèrie composta de vuit pel·lícules que agafen els personatges de Ma i Pa Kettle i la seva família, amb Marjorie Main i Percy Kilbride en els papers principals conservant els mateixos papers de The Egg and I .[2]

## Premis i nominacions
Nominacions
- 1948: Oscar a la millor actriu secundària per Marjorie Main